# Distretto di Tùvšrùùlėh
Il distretto di Tùvšrùùlėh  è uno dei diciannove distretti (sum) in cui è suddivisa la provincia dell'Arhangaj, in Mongolia. Conta una popolazione di 3.438 abitanti (censimento 2009).